# Safener
Een safener of beschermstof is een chemische verbinding die in staat is om de fytotoxische werking van gewasbeschermingsmiddelen (herbiciden) in oogstgewassen te verminderen. Het is als het ware een tegengif voor de oogstplanten tegen de herbiciden.

## Eigenschappen
Safeners zijn nodig om de selectiviteit van het herbicide ten opzichte van de ongewenste gewassen te verhogen. Dit is vooral het geval voor de bestrijding van grassen in de teelt van granen. Granen behoren tot dezelfde grassenfamilie als de grassen en dus is het te verwachten dat herbiciden die werkzaam zijn tegen de grassen het ook in zekere mate zijn tegen de oogstgewassen zelf, hetgeen niet gewenst is. Om dit te vermijden combineert men het herbicide met een safener, die het herbicide versneld doet afbreken tot minder toxische metabolieten in het graangewas, maar niet in het onkruidgewas. De reden hiervoor zou liggen aan verschillen tussen de enzymen aanwezig in de onkruidgewassen en die in de oogstgewassen. De safener kan samen met het herbicide vermengd worden, of apart op het zaad toegediend vóór het zaaien.
Het principe van de safener werd per toeval in 1947 ontdekt door de Duitse scheikundige Otto Hoffmann, die werkte voor de Gulf Oil Company. Hij spoot per ongeluk een herbicide op jonge tomatenplantjes, die voordien al met een ander herbicide waren behandeld. Merkwaardig genoeg reageerden de plantjes goed op die nieuwe behandeling en bleven gezond. De eerste commerciële safener die de Gulf Oil Company octrooieerde in 1971 was naftaleen-1,8-dicarbonzuuranhydride; hiermee werden maïszaden behandeld om ze te beschermen tegen de werking van thiocarbamaatherbiciden.

## Voorbeelden
Enkele voorbeelden van safeners zijn:
- benoxacor
- cloquintocet en cloquintocet-mexyl
- cyometrinil
- dichlormid
- fenchlorazol-ethyl
- fenclorim
- flurazol
- fluxofenim
- furilazol
- isoxadifen-ethyl
- mefenpyr-ethyl
- naftaleen-1,8-dicarbonzuuranhydride
- oxabetrinil